# Streptococcus sanguinis
Streptococcus sanguinis — грам-позитивна, факультативно анаеробна бактерія. Це нормальний мешканець здорового людського рота, особливо зубного нальоту, де він змінює навколишнє середовище, щоб зробити його менш гостинним для інших штамів стрептококів, що викликають карієс, таких як Streptococcus mutans.

## Патогенність
S. sanguinis може потрапити в кров під час чистки зубів (якщо є рани в роті), хірургічних операцій або при виразковому гінгівіту і колонізувати клапани серця, особливо мітральний клапан та аортальний клапан, де він є найпоширенішою причиною підгострого бактеріального ендокардиту. З цієї причини хірурги зазвичай призначають короткий курс антибіотиків, які слід приймати за кілька днів до або після операції на порожнині рота.
Після інфікування лікування набагато складніше і зазвичай включає кілька тижнів прийому пеніцилінових та аміноглікозидних антибіотиків.

## Геном
Повна геномна послідовність S. sanguinis була визначена в 2007 році лабораторіями Університету Співдружності Вірджинії. Геном охоплює 2 388 435 пар і є більшим, ніж більшість інших 21 стрептококових геномів, які були секвеновані. Вміст ГЦ генома S. sanguinis становить 43,4 % (вищий за вміст ГЦ інших стрептококів). Геном кодує 2274 передбачених білків, 61 тРНК і чотири оперони рРНК. Близько 22% відкритих рамок зчитування є консервативними гіпотетичними білками (присутніми в багатьох видах, але мають невідомі функції), і приблизно 645 передбачених білків підтверджено мас-спектрометрією.